# فاغنر ريكاردو سيلفا دا سيلفا
فاغنر ريكاردو سيلفا دا سيلفا (بالبرتغالية: Wagner Ricardo Silva da Silva‏) هو لاعب كرة قدم برازيلي، ولد في 27 مايو 1991 في Eldorado do Sul ‏ في البرازيل. لعب مع نادي شابيكوينسي.

## وصلات خارجية
- فاغنر ريكاردو سيلفا دا سيلفا على موقع قاعدة بيانات كرة القدم.إي يو (الإنجليزية)
- فاغنر ريكاردو سيلفا دا سيلفا على موقع Soccerway.com (الإنجليزية)